# Mugdrum
Mugdrum es una isla de Escocia, localizada en el Firth of Tay al este de Escocia. Su nombre procede del gaélico escocés y significa espalda de cerdo.
Hasta 1926, una granja de 50 acres cultivaba cereales, patatas y nabos en el suelo aluvial de la isla. Actualmente Mugdrum es una reserva natural.